# 田口淳之介
田口淳之介（1985年11月29日—），出身於日本神奈川縣，前傑尼斯事務所旗下藝人，曾隸屬於團體KAT-TUN 。畢業於日本藝術高等學園。
2015年11月24日，田口於日本電視台直播節目《Best Artist 2015》中，宣布「2016年春天自KAT-TUN退團，並4月1號離開傑尼斯事務所」。
2016年9月1日，宣布以個人身分單飛，設立個人官網及FanClub，並於11月發行新單曲《Hero》。
2019年5月22日於住宅因持有大麻遭逮捕。同年12月，田口復出開演唱會。他本人在首次復出的演唱會中表示:「不想逃避痛苦，克服了之後，很高興自己站在這裏。」

## 曾參與團體
- B.A.D.
- J2000
- KAT-TUN

## 音樂作品
- HERO（2016年11月2日）
- Connect（2017年4月5日）
- DIMENSIONS（2017年9月13日）

## 個人曲
- 誓心
- （收錄於專輯「cartoon KAT-TUN II You」）
- （收錄於單曲「DON'T U EVER STOP」的初回限定盤1）
- WIND（收錄於專輯「Break the Records -by you & for you-」）
- Love Music（收錄於專輯「NO MORE PAIИ」）
- GIRLS（NTT presented by Junnosuke Taguchi）（收錄於單曲「CHANGE UR WORLD」的初回限定盤2）
- FINALE（收錄於專輯「CHAIN」）
- FLASH (收錄於專輯「FACE to face」)
- WHENEVER I KISS YOU (收錄於專輯「come here 」)

## 參演作品

### 連續劇(單回限定)
- 『Happy!』（TBS2006年4月7日）飾 鳳圭一郎 　（共演：相武紗季、宮迫博之）
- 『Happy!2～私、先輩のためにガンバリます。～』（TBS2006年12月26日）飾 鳳圭一郎

### 連續劇
- 搶錢大作戰（お前の諭吉が泣いている）（2001年1月 - 3月，朝日電視台）飾 土方春樹
- 一起努力吧（がんばっていきまっしょい）（2005年7月 - 9月，全11話）飾 中田三郎（由第4話～第11話最終話代替內博貴飾演這個角色）
- 新娘和爸爸（花嫁とパパ）（2007年4月10日，CX 2007年春季日劇）飾 三浦誠二
- 有閑俱樂部（有閑倶楽部）（2007年10月16日，NTV 2007年夏季日劇）飾 美童格蘭尼耶（美童グランマニエ）
- 烏龍派出所（こちら葛飾区亀有公園前派出所）（TBS 2009年，第3話）飾 荒木格之進
- 養狗這件事（犬を飼うということ〜スカイと我が家の180日〜）（TBS 2011年春季日劇）飾 堀田克彦
- Legal high （リーガル・ハイ） ﹝富士電視台 2012，4月-6月﹞ 飾 加賀蘭丸
- 遲開的向日葵（遅咲きのヒマワリ〜ボクの人生、リニューアル〜）（富士電視台，2012年10月-12月）飾　青山薰
- Legal high 2 （リーガル・ハイ2） ﹝富士電視台 2013，9月-12月﹞ 飾 加賀蘭丸
- 今天不上班 （きょうは会社休みます。） ﹝日本電視台 2014，10月-12月﹞ 飾 大城壯

### 單元劇
- 恐怖星期天（怖い日曜日）（1999年7月 - 9月，日本電視台）（第6話出演）
- 恐怖星期天〜2000〜（怖い日曜日〜2000〜）（2000年7月 - 11月，日本電視台）（第2話出演）

### 電影
- 模倣犯 (2003年)

### 舞台劇
- NO WORDS,NO TIME～從天而降的眼淚～ （2013年1月18日－2月5日，東京グローブ座、2/8-2/12，森ノ宮ピロティホール）
- フォレスト･ガンプ (2014/5/30-6/22，東京グローブ座、2014/6/25-6/29，森ノ宮ピロティホール）

### 綜藝
- 王様のブランチ　ゲスト（2014年12月20日）

### 廣播
- KAT-TUNのがつーん（田口淳之介、中丸雄一 主持、文化放送）

日本播放時間：每週一 24:00～24:30

### 演唱會
JUNNOSUKE TAGUCHI LIVE TOUR 2018「DIMENSIONS」

2018年1月24日 愛知Zepp Nagoya

2018年2月1 日 大阪Zepp Osaka Bayside

2018年2月2 日 福岡スカラエスパシオ

2018年2月8 日 東京Zepp Tokyo

2018年3月3 日 台北 ATT SHOWBOX

2018年3月4 日 香港 MusicZone E-Max(九龍灣國際展貿中心)